# Paul Crook
Paul Crook (ur. 12 lutego 1966 w Plainfield (New Jersey)) – amerykański gitarzysta, obecnie grający w zespole Meat Loafa, czyli w The Neverland Express i dla Maryi Roxx. Grał także z Anthraxem i Sebastianem Bachem ze Skid Row.
W 1986 Paul Crook dzięki znajomości z technicznym od instrumentów klawiszowych zespołu Rush, Jackiem Secretem, wyruszył na trasę z zespołem Blue Öyster Cult jako techniczny od gitar i instrumentów klawiszowych. W czasie tej trasy poznał członków zespołu Anthrax. W 1989 był technicznym gitarzysty Dana Spitza, zastępując go nieoficjalnie w składzie zespołu Anthrax w 1994. Z zespołem tym grał tournée i nagrał dwie płyty Stomp 442 i Volume 8: The Threat Is Real.
W 1999 grał z Sebastianem Bachem, ale wspólnie zarejestrowali tylko jeden utwór. W 2001 dołączył do Meat Loafa i brał udział w nagraniu płyty Bat Out Of Hell III : The Monster Is Loose. W 2004 roku grał przez 16 miesięcy w musicalu We Will Rock You poświęconemu grupie Queen, gdzie szkolił go sam Brian May. W 2007 brał udział w nagraniu płyty dla Maryi Roxx wraz z m.in. Derekiem Sherinianem.

## Wydawnictwa
- Marya Roxx: 21!?
- Meat Loaf: 3 Bats Live DVD i CD
- Meat Loaf: Meat Loaf Live with the Melbourne Symphony Orchestra DVD i CD.
- Meat Loaf: Bat Out Of Hell III: The Monster Is Loose CD
- Meat Loaf: "Couldn't Have Said It Better" video.
- Anthrax: Stomp 442 CD
- Anthrax: Volume 8: The Threat Is Real CD
- Anthrax: "Twister Forever" CD
- Anthrax: "The Four Horsemen" CD
- Sebastian Bach: "The Last Hard Men"
- M.O.D.: The Rebel You Love to Hate CD
- John Carpenter: Ghosts of Mars – soundtrack